# Mina Tanaka
Pour les articles homonymes, voir Tanaka.
Mina Tanaka (田中美南, Tanaka Mina) est une footballeuse internationale Japonaise née le 28 avril 1994 en Thaïlande.

## Biographie

### Carrière en club
Depuis 2012, Mina Tanaka joue dans le club japonais du NTV Beleza.

### Carrière internationale
En 2010, Mina Tanaka participe à la Coupe du monde féminine des moins de 17 ans en 2010. 
En 2012, elle participe à la Coupe du monde féminine des moins de 20 ans qui se déroule au Japon.
En 2013, Tanaka est retenue pour participer au tournoi de l'Algarve Cup avec la sélection nationale.

## Palmarès

### En sélection nationale
- Finaliste de la Coupe du monde des moins de 17 ans 2010
- Troisième de la Coupe du monde des moins de 20 ans 2012